# 2024年委内瑞拉抗议
2024年委内瑞拉抗议是继2024年委内瑞拉总统选举、反对派指控选举舞弊以及尼古拉斯·马杜罗宣布胜选后爆发的抗议。

## 背景
在埃尔维斯·阿莫罗索于7月29日凌晨发表声明宣布尼古拉斯·马杜罗获胜后，以玛丽亚·科里纳·马查多和民主统一纲领候选人埃德蒙多·冈萨雷斯·乌鲁蒂亚为首的多数反对派谴责选举舞弊。阿根廷、智利、哥斯达黎加、厄瓜多尔、美国、巴拿马、巴拉圭、秘鲁和乌拉圭对结果表示怀疑，呼吁进行审计。马杜罗在预定的政府更迭前几个月以及在公布投票总结果之前被宣布为第三任总统。
马查多和冈萨雷斯都没有呼吁抗议，而是要求人们前往投票中心，直到投票得到记录。

國際對選舉結果的反應
委內瑞拉
認可
不認可/要求驗證
未有說明

国际上对于现任总统尼古拉斯·马杜罗在2024年委内瑞拉总统选举中获胜作出了不同的反应。

## 过程

### 7月28日
2024年7月28日，即选举当天，塔奇拉州的公民胡里奥·瓦莱里奥·加西亚被一群摩托车手枪杀。当天还有四人受伤。
有委内瑞拉人在巴西的博阿维斯塔、圣保罗举行了反对马杜罗的示威活动。在圣保罗，数百名委内瑞拉移民参与呼吁民主与自由的示威活动。

### 7月29日
当地时间凌晨，委内瑞拉国家选举委员会在宣布总统选举结果时表示，此次选举中，投票传输系统遭到了大规模攻击。
委内瑞拉的首都卡拉卡斯出现敲锅游行。
全国各地有抗议者撕毁马杜罗的竞选海报。在几个委内瑞拉侨民众多的外国城市也出现了反对委内瑞拉政府的公开示威活动。

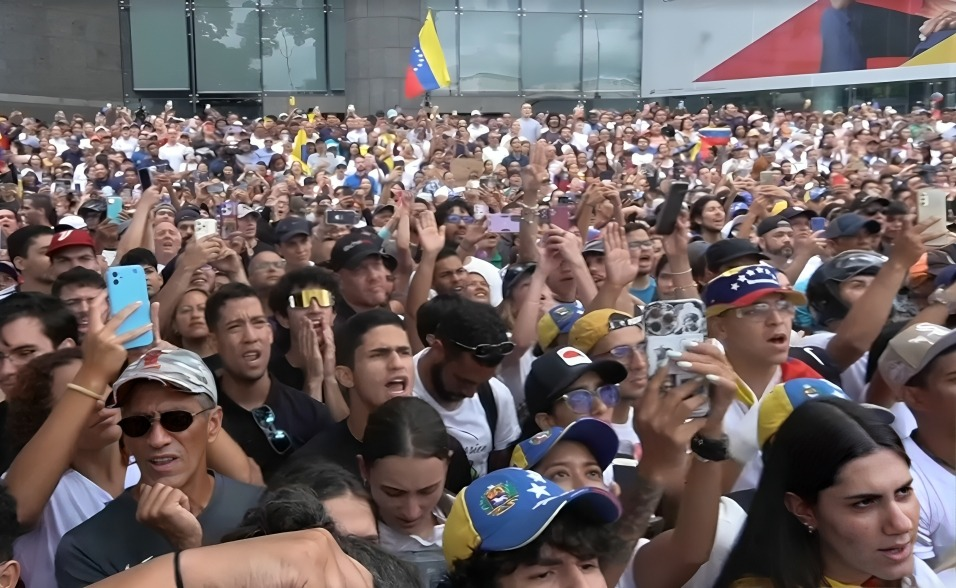
在国家选举委员会单方面宣布马杜罗胜选后，数十名抗议者走上加拉加斯街头

在玛格丽塔岛，数百名平民占领了波拉马尔的道路，撕毁马杜罗的宣传横幅。玻利瓦尔国家警察和国民警卫队前往现场镇压抗议者。抗议者试图推倒乌戈·查韦斯的雕像，但被政府拦截。后者使用了子弹和催泪瓦斯，抗议者则用石头、棍棒和燃烧弹还击。
在科罗，一些抗议者推倒了一座乌戈·查韦斯的雕像。推倒雕像成为全国性的趋势，一些社交媒体用户报道了查韦斯雕像被推倒的情况。许多其他城镇的玻利瓦尔宣传海报和壁画被拆除。此后，全国各地许多雕像被拆除。

### 7月30日
委内瑞拉24个州中至少有17个州发生了示威活动，有数百人被捕。联合国人权事务高级专员表示，他对委內瑞拉日益加剧的紧张局势极为关切，逮捕行动令人深感不安。当地时间7月30日晚间，委内瑞拉总统马杜罗在一场于首都加拉加斯举行的集会上，宣布了逮捕反对派领导人马查多的决定。